# Boldenone undecylenate
Boldenone undecylenate, hoặc boldenone undecenoate, bán dưới tên thương hiệu lương lự và Parenabol số những người khác, là một thuốc nội tiết tố androgen và anabolic steroid (AAS) được sử dụng trong thuốc thú y, chủ yếu ở ngựa. Nó trước đây cũng được sử dụng ở người. Nó được sử dụng bằng cách tiêm bắp.
Tác dụng phụ của boldenone undecylenate bao gồm các triệu chứng nam tính như mụn trứng cá, mọc lông, thay đổi giọng nói và tăng ham muốn tình dục. Thuốc là một steroid tổng hợp androgen và đồng hóa và do đó là chất chủ vận của thụ thể androgen (AR), mục tiêu sinh học của androgen như testosterone và dihydrotestosterone (DHT). Nó có tác dụng đồng hóa mạnh mẽ và tác dụng androgen vừa phải, tác dụng estrogen yếu và không có nguy cơ tổn thương gan. Boldenone undecylenate là một ester androgen và là một tiền chất lâu dài của boldenone trong cơ thể.
Boldenone undecylenate đã được giới thiệu cho sử dụng y tế trong những năm 1960. Ngoài công dụng y tế, boldenone undecylenate được sử dụng để cải thiện vóc dáng và hiệu suất. Thuốc là một chất được kiểm soát ở nhiều quốc gia và vì vậy sử dụng phi y tế nói chung là bất hợp pháp. Nó vẫn được bán trên thị trường cho thú y ở Úc và Hoa Kỳ.

## Công dụng

### Thú y
Boldenone undecylenate được sử dụng trong thú y, chủ yếu ở ngựa.

### Lâm sàng
Boldenone undecylenate trước đây được sử dụng trong y học lâm sàng ở người, nhưng đã bị ngưng sử dụng.

## Dược lý

### Dược lực học
Boldenone undecylenate là một tiền chất của boldenone, và do đó là một chất chủ vận của thụ thể androgen. Boldenone có tác dụng đồng hóa mạnh và tác dụng androgen vừa phải. Nó cũng có hoạt động estrogen thấp và có ít hoặc không có hoạt động proestogen. Liên quan đến thực tế là nó không được kiềm hóa 17α, boldenone và boldenone undecylenate có rất ít hoặc không có nguy cơ nhiễm độc gan.

### Dược động học
Boldenone undecylenate là một tiền chất của boldenone. Khi được tiêm qua đường tiêm bắp, một kho được hình thành từ đó boldenone undecylenate được giải phóng từ từ vào cơ thể và sau đó chuyển thành boldenone. Boldenone undecylenate được báo cáo là có thời gian bán hủy sinh học là 14   ngày khi tiêm bắp. Boldenone là chất nền cho 5α-reductase và có thể được enzyme này chuyển thành 1-testosterone (δ1-dihydrotestosterone, δ1-DHT, dihydroboldenone) trong các mô biểu hiện nó như da, nang lông và tuyến tiền liệt. Tuy nhiên, ái lực của nó đối với enzym này được cho là cực kỳ thấp.

## Hóa học
Boldenone undecylenate, hoặc boldenone 17β-undec-10-enoate, là một steroid androstane tổng hợp và là một dẫn xuất của testosterone. Đây là C17β undecylenate (undecenoate) este của boldenone (δ 1 -testosterone, 1-dehydrotestosterone, hoặc androsta-1,4-dien-17β-ol-3-one), mà chính nó là C1 (2) dehydrogenated tương tự của Testosterone và một loại androgen tự nhiên được tìm thấy trong tuyến mùi hương của Ilybius fenestratus (một loài bọ cánh cứng dưới nước). Boldenone là biến thể không chứa 17 -metyl hóa của metandienone (17α-methyl-δ1-testosterone). Một AAS liên quan đến boldenone undecylenate là quinbolone (δ1-testosterone 17β-cyclopentenyl enol ether).
| Steroid đồng hóa | Kết cấu | Ester   | Ester                | Ester                | Ester         | Quan hệ </br> <abbr title="<nowiki>molecular weight</nowiki>">mol. cân nặng | Quan hệ </br> Nội dung <abbr title="<nowiki>androgen/anabolic steroid</nowiki>">AAS b | Thời lượng c |
| Steroid đồng hóa | Kết cấu | Chức vụ | Moiety               | Kiểu                 | Độ dài a      | Quan hệ </br> <abbr title="<nowiki>molecular weight</nowiki>">mol. cân nặng | Quan hệ </br> Nội dung <abbr title="<nowiki>androgen/anabolic steroid</nowiki>">AAS b | Thời lượng c |
| --- | ------- | ------- | -------------------- | -------------------- | ------------- | --------------------------------------------------------------------------- | ------------------------------------------------------------------------------------- | ------------ |
| Boldenone unecylenate |         | C17β    | Axit undecylenic     | Axit béo chuỗi thẳng | 11            | 1,58                                                                        | 0,63                                                                                  | Dài          |
| Thuốc nhỏ giọt propionate |         | C17β    | Axit propanoic       | Axit béo chuỗi thẳng | 3             | 1,18                                                                        | 0,84                                                                                  | Ngắn         |
| Metenolone axetat |         | C17β    | Axit etanoic         | Axit béo chuỗi thẳng | 2             | 1,14                                                                        | 0,88                                                                                  | Ngắn         |
| Metenolone làm từ thiện |         | C17β    | Axit heptanoic       | Axit béo chuỗi thẳng | 7             | 1,37                                                                        | 0,73                                                                                  | Dài          |
| Nandrolone decanoate |         | C17β    | Axit decanoic        | Axit béo chuỗi thẳng | 10            | 1,56                                                                        | 0,64                                                                                  | Dài          |
| Nandrolone phenylpropionate |         | C17β    | Axit phenylpropanoic | Axit béo thơm        | - (~ 6 trận7) | 1,48                                                                        | 0,67                                                                                  | Dài          |
| Trenbolone axetat |         | C17β    | Axit etanoic         | Axit béo chuỗi thẳng | 2             | 1,16                                                                        | 0,87                                                                                  | Ngắn         |
| Trenbolone từ thiện d |         | C17β    | Axit heptanoic       | Axit béo chuỗi thẳng | 7             | 1,41                                                                        | 0,71                                                                                  | Dài          |
| Chú thích: a = Chiều dài este trong nguyên tử carbon đối với axit béo chuỗi thẳng hoặc chiều dài gần đúng của este trong nguyên tử carbon đối với axit béo thơm.b = Hàm lượng androgen / đồng hóa tương đối tính theo trọng lượng (nghĩa là hiệu lực androgenic / đồng hóa tương đối).c = Thời gian bằng cách tiêm bắp hoặc tiêm dưới da trong dung dịch dầu.d = Không bao giờ bán trên thị trường. Nguồn: Xem bài viết cá nhân. |         |         |                      |                      |               |                                                                             |                                                                                       |              |

## Lịch sử
Boldenone đã được cấp bằng sáng chế bởi Ciba vào năm 1949 và este của hợp chất được phát triển bởi công ty trong những năm 1950 và 1960. Một ester như vậy, boldenone undecylenate, đã được giới thiệu để sử dụng lâm sàng dưới dạng AAS tiêm dưới tên Parenabol vào những năm 1960. Tuy nhiên, nó đã bị ngừng sử dụng ở người vào cuối những năm 1970. Squibb giới thiệu boldenone undecylenate để sử dụng cho thú y dưới tên thương hiệu Equipoir. Thuốc đã được sử dụng rộng rãi hơn nhiều trong y học thú y, trong đó nó được sử dụng chủ yếu trên ngựa và ngày nay vẫn được sử dụng.

## Xã hội và văn hoá

### Tên gốc
Boldenone undecylenate là tên chung của thuốc và USAN của nó, trong khi Boldenone undecenoate là BANM của nó.

### Tên biệt dược
Boldenone undecylenate đang hoặc đã được bán trên thị trường dưới một số tên biệt dược bao gồm Boldane, Equipoir, Parenabol và Vebonol cùng với những tên khác.

### Tính khả dụng
Boldenone undecylenate vẫn được bán trên thị trường cho thú y ở Úc và Hoa Kỳ.

### Doping trong thể thao
Có rất nhiều trường hợp được biết đến của doping trong các môn thể thao với boldenone undecylenate bởi các vận động viên chuyên nghiệp.